# Dones a Etrúria

Mapa que mostra l'extensió d'Etrúria i la civilització etrusca. El mapa inclou les dotze ciutats de la Lliga Etrusca i ciutats notables fundades pels etruscs

El rol de la dona a la societat etrusca és important en la vida quotidiana d'aquest poble, a diferència de les dones gregues i romanes. Avui només es coneix la condició de dones aristocràtiques, perquè cap document dona informació per a les altres classes socials.
Tot i que el seu paper i la seva imatge van evolucionar durant el mil·lenni del període etrusc i aquestes característiques només concerneixen a una classe força rica, les dones semblen cuidades, vivint plenament una vida familiar dins de la societat civil, on el seu paper és important tant políticament com administrativament, com ho demostren les peces arqueològiques, els frescos i els sarcòfags trobats a les tombes. Dones com Tanaquil i Vèl·lia Spurinna han tingut fins i tot un paper protagonista a la vida política. A la darrera fase de la història etrusca, davant la progressiva conquesta del territori per part de la República romana, les dones van perdre gran part de la seva independència i el seu estatus es va convertir en el mateix que el de les romanes.

## Les dones i societat etrusca
El material iconogràfic disponible per a dones etrusques sol mostrar la riquesa de la roba i el perfeccionament de la condícia personal. La condició femenina a la civilització etrusca és particular en comparació amb el món mediterrani. Entre els grecs i els romans, les dones ocupaven una posició marginal i secundària en comparació amb els homes.
Les dones etrusques tenien una gran importància política i administrativa, i vivien una vida familiar i social, on el seu paper era primordial. Adornades amb totes les seves joies i al costat dels seus marits, participaven en banquets, feien exercicis físics i assistien a jocs en què participen atletes nus. També podien ser propietàries amb nom propi, gestionar la seva casa, propietats i fer negocis.
Fonts antigues informen de la influència de dones com Tanaquil o Vèl·lia Spurinna. Titus Livi descriu el paper decisiu de l'ambiciosa Tanaquil, la dona etrusca de Tarquini el Vell. Va ser ella qui va predir el gloriós futur del seu marit i va protegir la reialesa romana després del seu assassinat. A principis del segle i, Claudi va prendre a Plautia Urgulanilla, una etrusca, com a primera esposa.
Els artefactes arqueològiques que es troben a les tombes, com els frescos, els sarcòfags, les urnes i els objectes funeraris, testimonien la importància de la dona en la societat. Els objectes descoberts a les tombes femenines, les fusaioles i les balances de molla mostren que les dones etrusques també practicaven treballs manuals com filar i teixir, igual que la dona romana que els antics citaven com a model de virtut.
Les dones participaven en activitats socials. Sovint «sortien sense ruboritzar-se en estar exposades als ulls dels homes», participaven en cerimònies, danses, concerts i jocs públics; de vegades els presideixen des d'una plataforma adequada, ja que es representen al fresc d'Orvieto o a la placa de Murlo.
Al fresc de la tomba dels Biges, per exemple, els espectadors «nobles» estan asseguts als bancs, homes i dones barrejats. La diversitat d'aquest públic és important, sobretot perquè almenys en un cas, es tracta d'una dona que sembla ocupar el lloc d'honor en una tribuna.

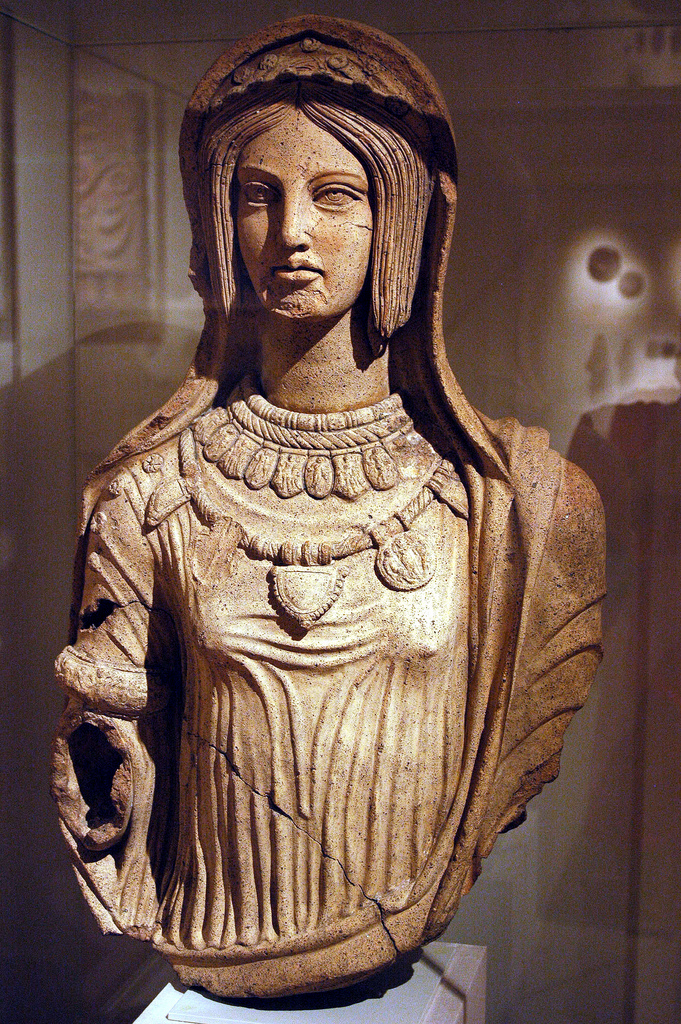
Dona etrusca. Estàtua de terracota de 74,8 cm, segle iv-iii aC. Museu Metropolità d'Art
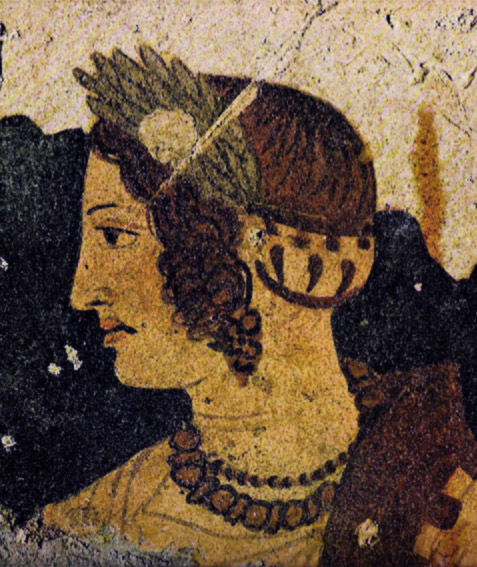
Vèl·lia Spurinna. Fresc de la Tomba de l'Ogre
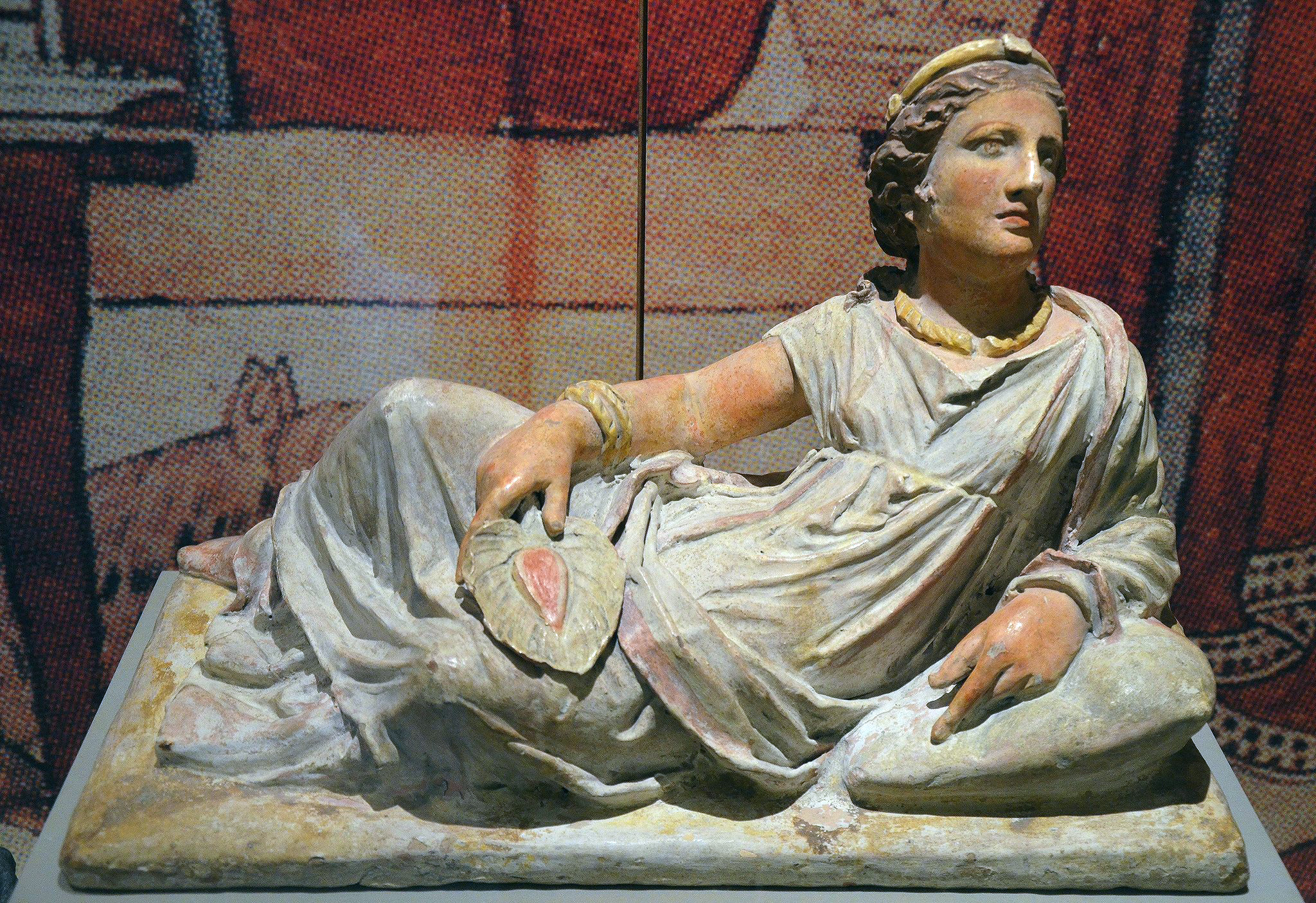
Dona etrusca. Estàtua de terracota pintada, segle ii aC, trobada a Chiusi i conservada a Karlsruhe

A les urnes funeràries i a les tapes dels sarcòfags apareixen tal com eren a la seva vida terrenal, sense retocar-se, el rostre sovint marcat per arrugues i el cos envellit per l'edat, mostrant un fort caràcter. Aquest tipus de representació és pràcticament única al món antic, on les dones es limitaven al seu paper d'esposes, mares o concubines.
L'etruscòleg Jacques Heurgon cita l'anècdota relatada per Titus Livi d'una dona que menyspreva la seva germana perquè «li mancava l'audàcia», és a dir, l'energia i l'ambició, que semblen característics de les dones etrusques. Sybille Haynes va estudiar petites escultures de bronze, la més antiga de les quals mostra dones i homes estirats en un triclini, aixecant la copa; però, en el més recents estan assegudes al costat del marit ajagut. Entre les dues sèries, els romans van posar fi a la «diferència» etrusca mitjançant la romanització.

## Evolució per períodes
Les particularitats de les dones etrusques depenen del seu rang social, on visquin i del període en qüestió. El món etrusc no pot considerar-se durant la seva durada com un tot homogeni des del punt de vista social, polític i econòmic. Tot i així, és possible destacar les característiques principals en termes generals examinant la informació i les pistes sorgides durant la investigació arqueològica, comparant-les sempre que sigui possible amb textos antics.

### Època vil·lanovina
Durant l'edat del ferro primerenca (segle ix - viii aC), la paritat home-dona sembla la regla general. La unitat de les sepultures, com demostren els vestits funeraris de l'època, no mostra diferències de classe ni de personalitats o famílies dominants. Només la presència de símbols d'estat característics, com ara armes per a homes i fusaioles, balances de molla, miralls i vaixella per a dones, indica una clara separació dels camps de competència atribuïts als dos sexes (la condició de pagès-guerrer per a homes i l'organització de la llara per a dones).
Probablement durant la primera edat del ferro va aparèixer una primera codificació del rol femení subordinat a la vida comunitària.

### Època d'orientalització
Durant el període d'orientalització (des del segle viii aC fins a principis del segle vi aC), la riquesa és monopolitzada per un nombre reduït d'individus, revelant diferències socials, amb una transmissió hereditària que no sembla marca de distinció entre sexes. Les dones i els homes tenen la mateixa riquesa en els vestits funeraris, com ho demostren les troballes de la tomba Regolini-Galassi a Cerveteri i les tombes 2 i 11 de la Necròpolis de la Banditella.

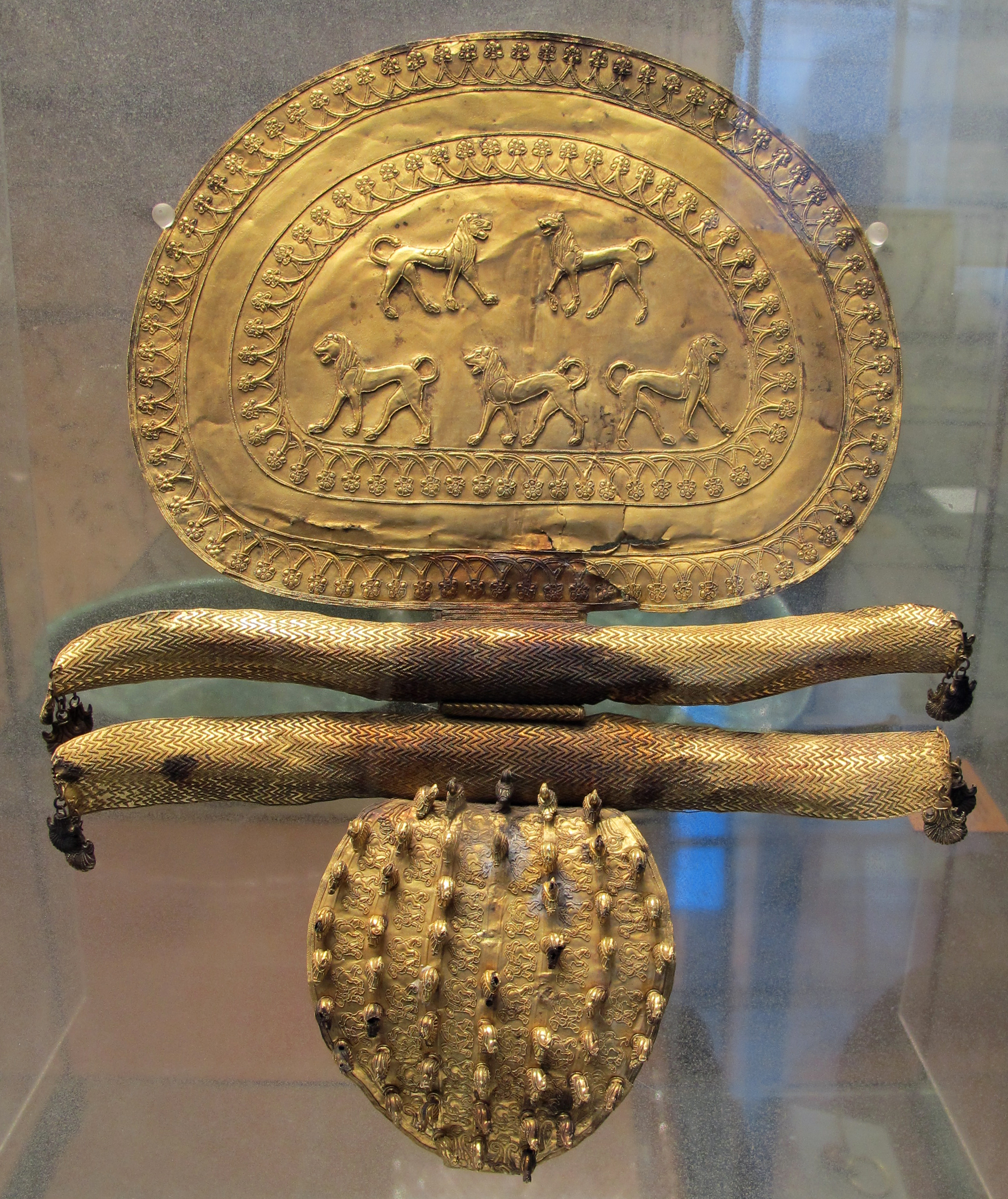
Fíbula d'or. Tomba Regolini-Galassi (675-650 aC)
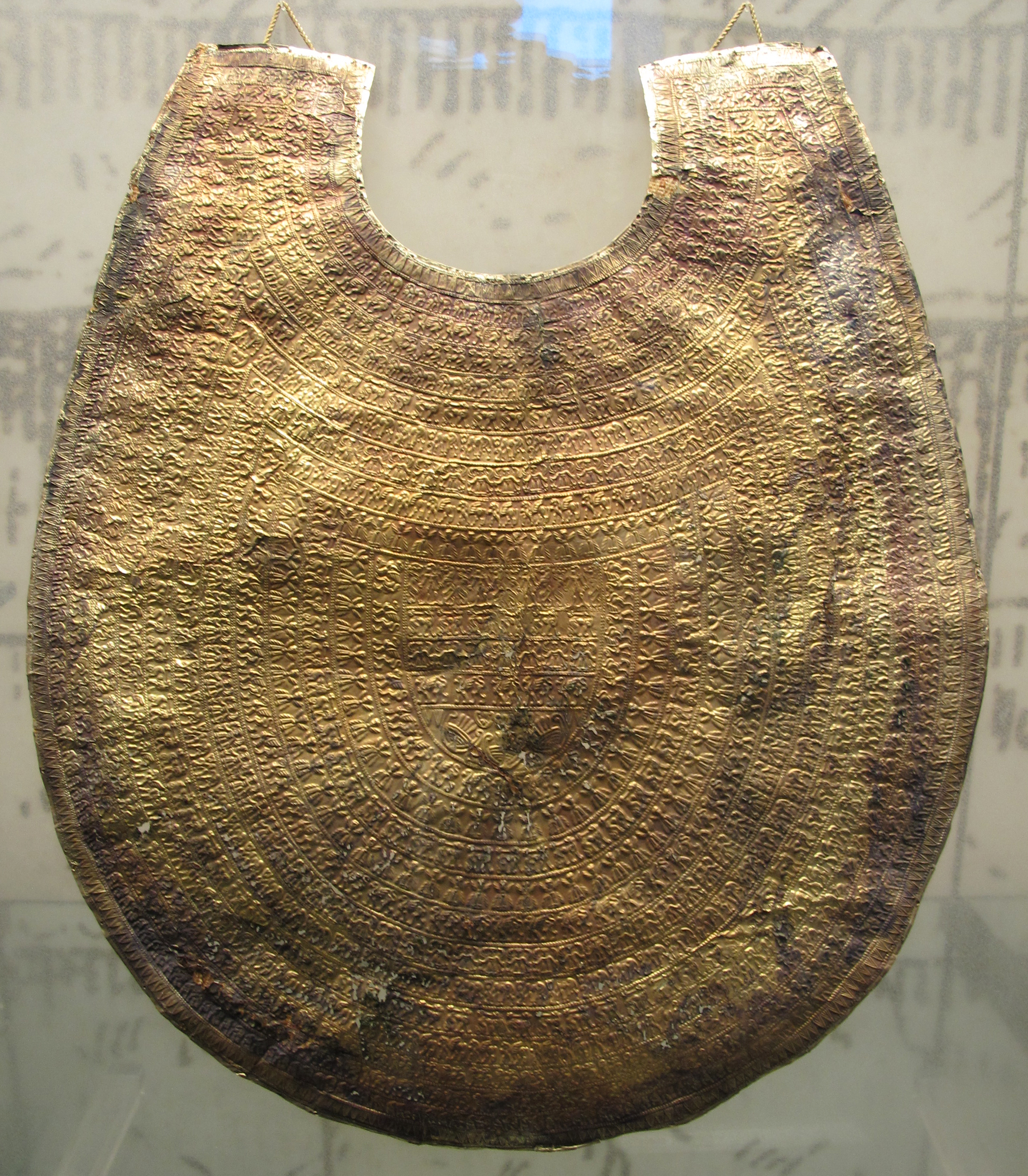
Pectoral de fulles d'or. Tomba Regolini-Galassi
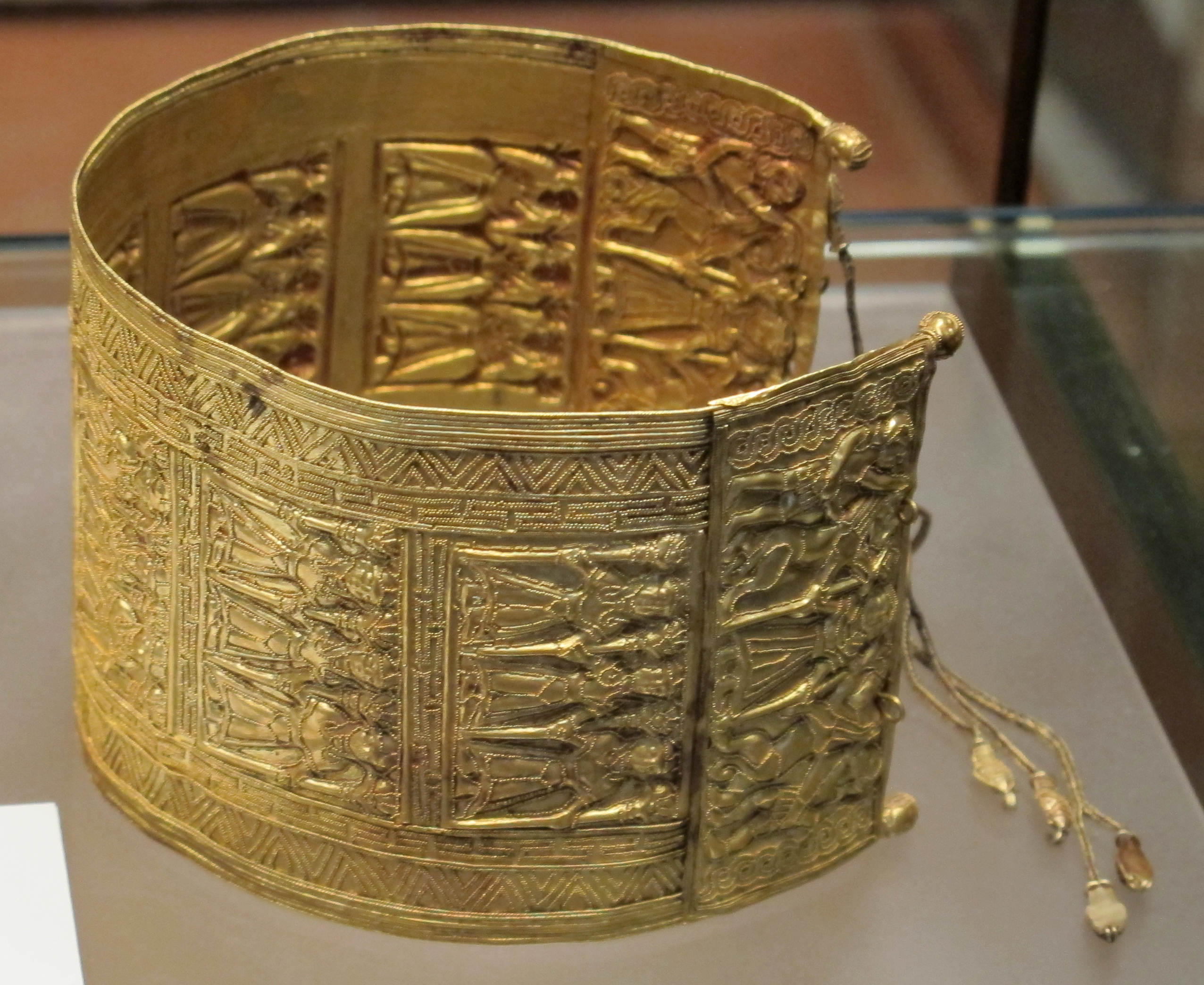
Bracelet en or. Tomba Regolini-Galassi

### Època arcaica
El període arcaic (600 a 475 aC) destaca la posició de la dona en la parella, com ho demostra el Sarcòfag dels esposos (530 aC, Museu de Villa Giulia). Els frescos de les tombes de Tarquínia (segle vi aC) confirmen la presència de dones en espais socials (banquets i esports) que, entre els romans i els grecs, estan reservats exclusivament als homes. Però la seva participació i la seva representació no semblen confirmar les afirmacions d'immoralitat de Teopomp de Quios. De fet, els frescos que mostren parella de cònjuges posen de manifest una forta unitat de parella monògama. Els sarcòfags de parelles mig jegudes de Volci (segle iv aC) semblen confirmar aquest fet. Tot i això, les dones apareixen en representacions artístiques en gerros àtics ballant completament nues com els homes, i els frescos sepulcrals no deixen de revelar, com a la Tomba dels Toros, atrevides escenes eròtiques que mostren una dona que s'entrega a diverses parelles o participant en jocs sexuals complicats.

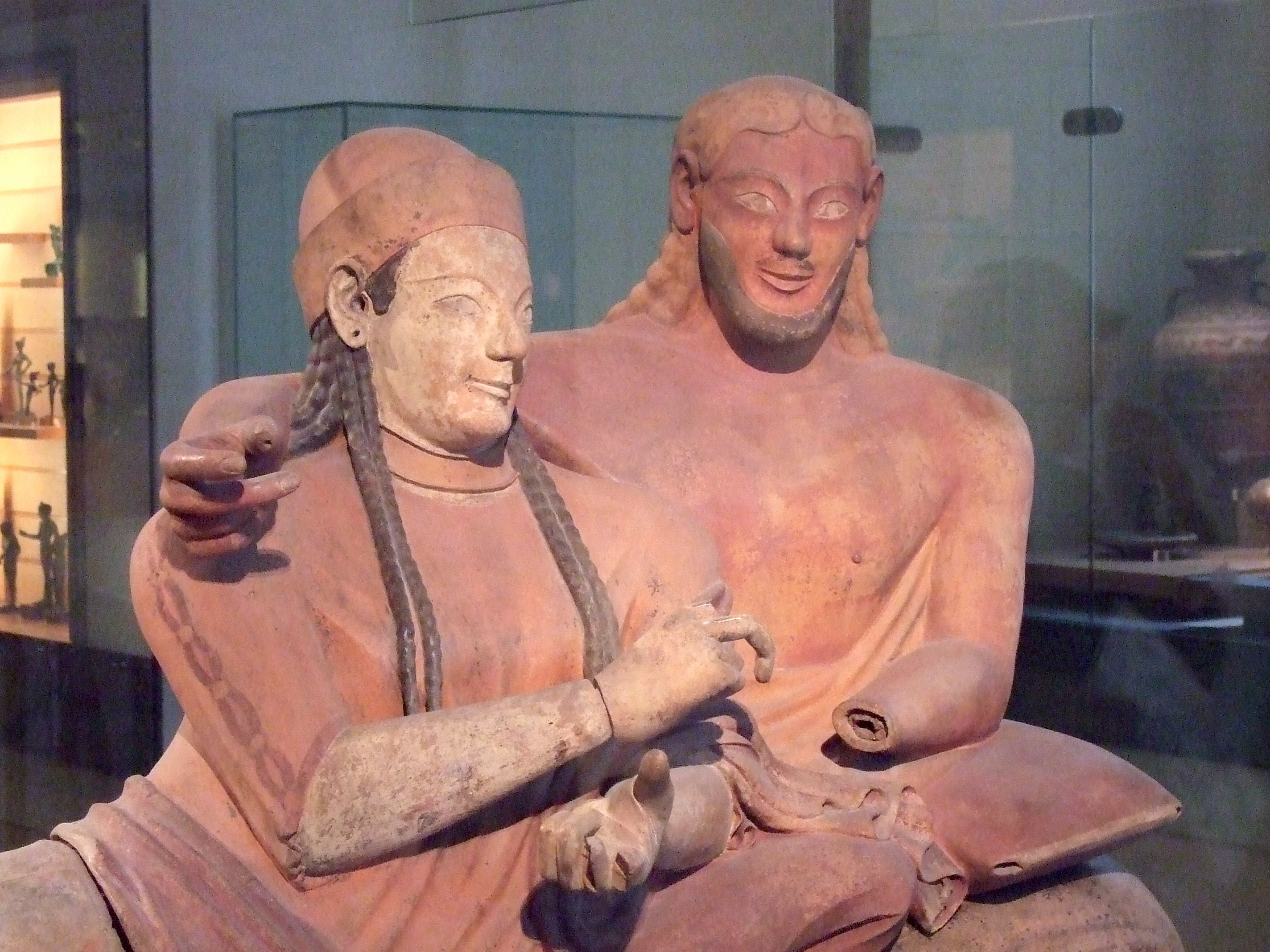
El Sarcòfag dels esposos (o Sarcòfag de Cerveteri). Museu del Louvre
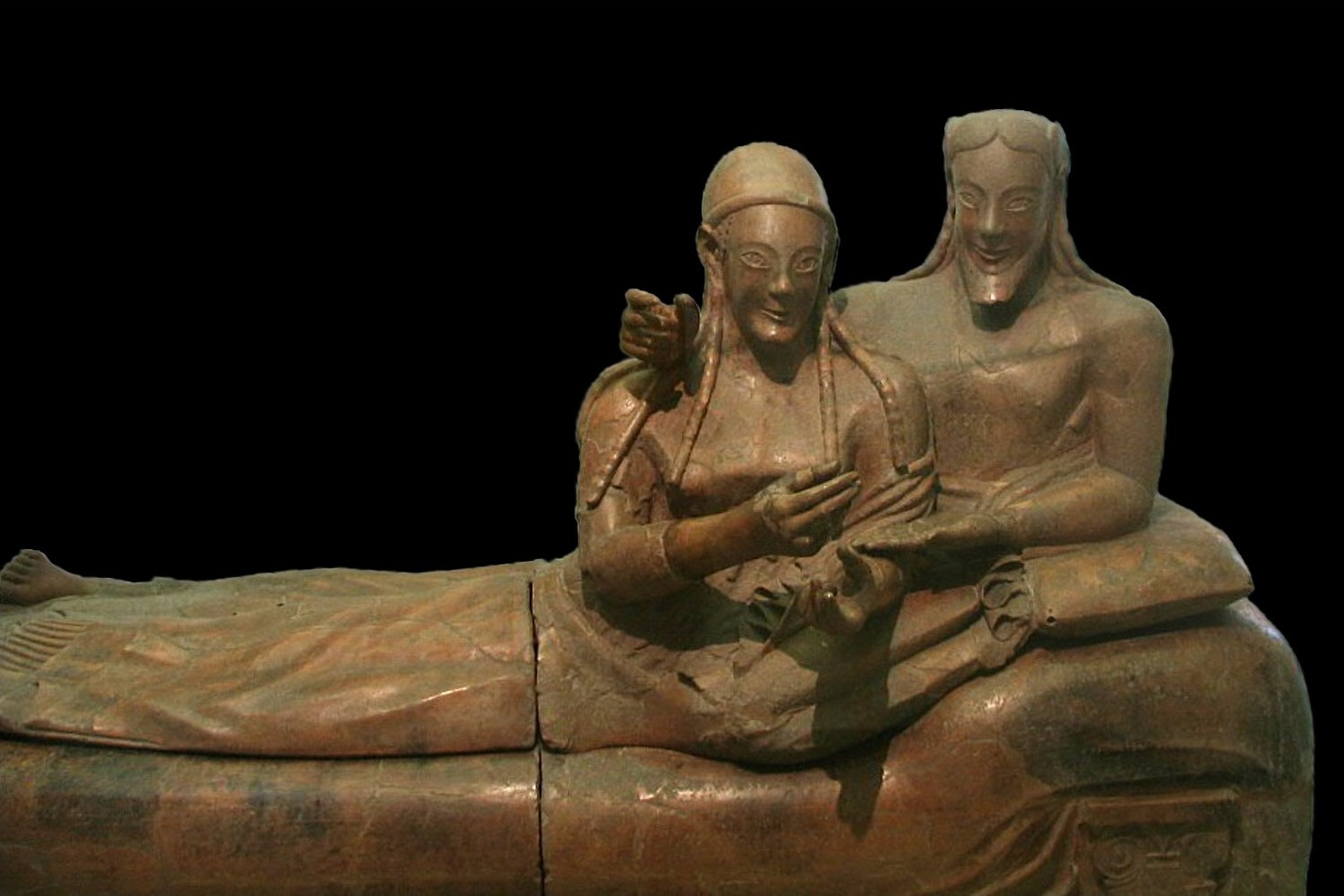
Sacròfag. Museu Nacional Etrusc de Villa Giulia
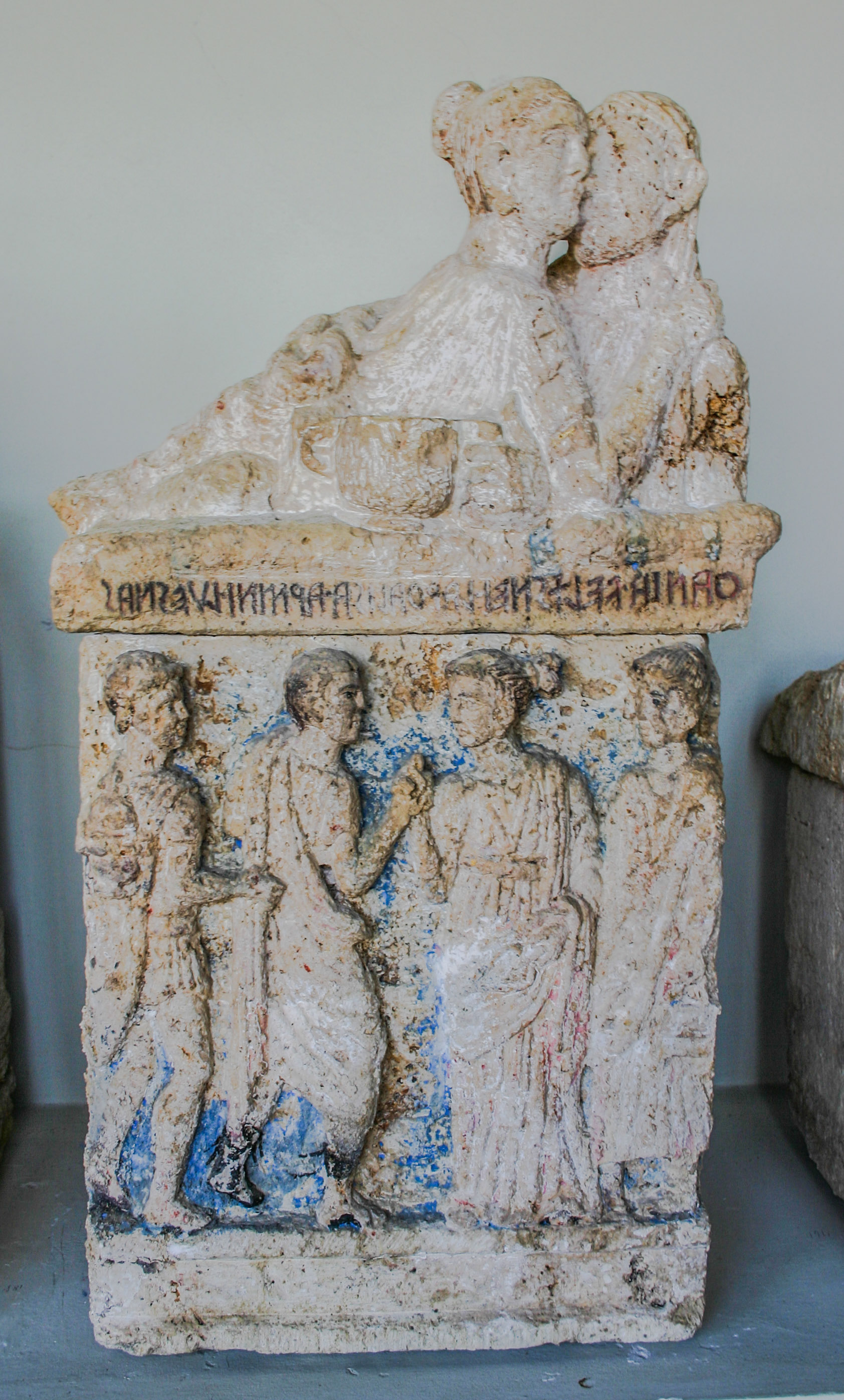
Urna funerària etrusca amb una parella fent-se petons. Museu Arqueològic Nacional d'Úmbria
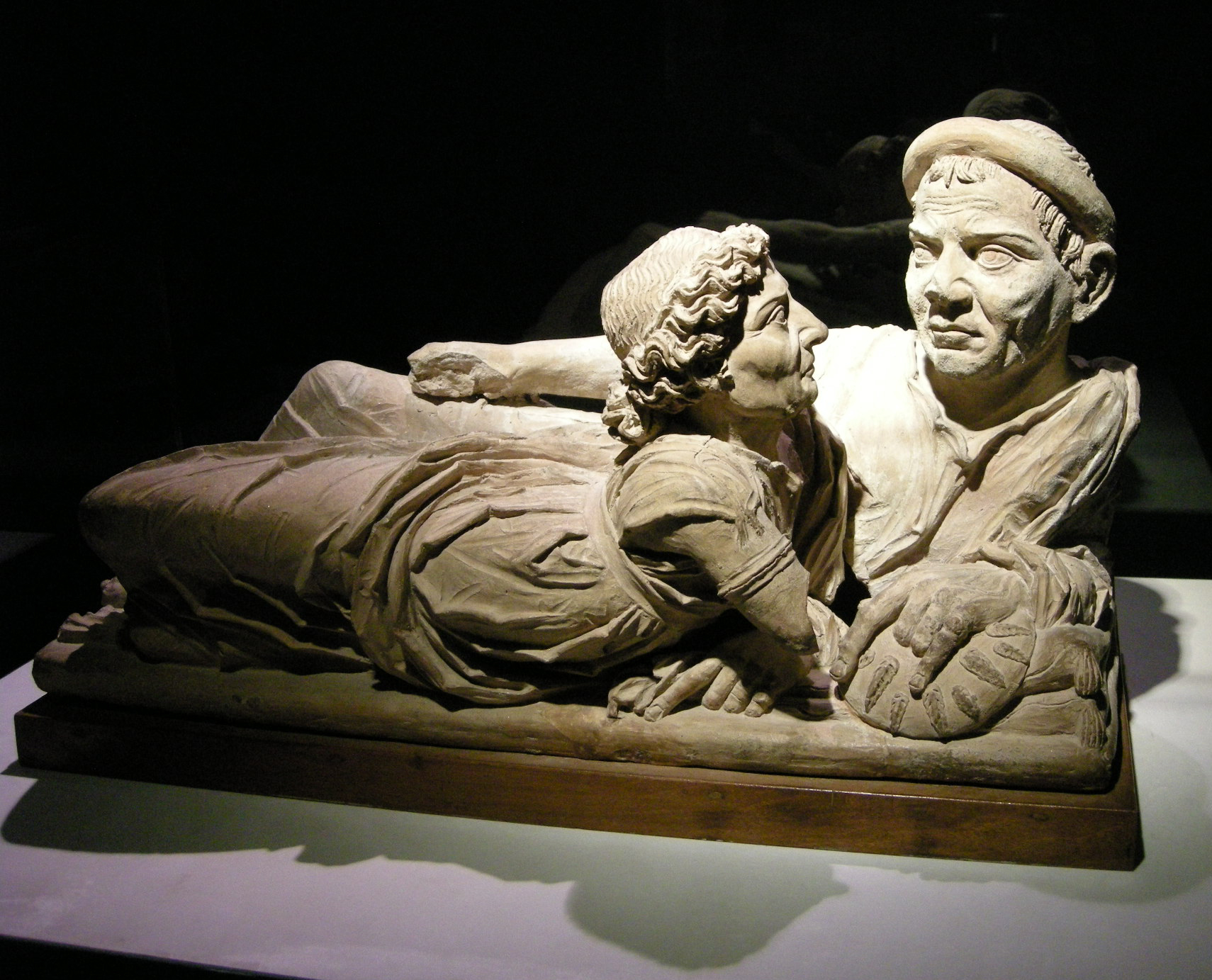
Urna degli Sposi. Museu etrusc Guarnacci

Ja al segle vi aC, Tanaquil, una aristòcrata de la ciutat de Tarquínia, és experta en l'art dels àugurs, «com tots els etruscs». Insta al seu marit a abandonar Etruria per instal·lar-se a Roma. Al llarg del camí, ella fa un presagi i li va assegurar que regnarà sobre Roma, cosa que succeeix després de la mort d'Ancus Marcius. Durant l'assassinat de Tarquini el Vell, ella va proclamar el rei Servius Tullius, el seu gendre. L'historiador Alain Hus dedueix d'aquests relats que la Etrusca disciplina, l'art d'interpretar signes divins, és entre els etruscs la prerrogativa de les famílies aristocràtiques i que les dones la poden exercir.

### Època clàssica
Durant el període clàssic, es van fer evidents els signes d'alt rang i consideració per a les dones etrusques. Els sarcòfags de Chiusi, les urnes de Volterra i els frescos de les tombes confirmen l'alta posició assolida per les dones a l'escala social.
Pel que fa a l'onomàstica (del nom propi), l'estat civil de la dona, a les inscripcions s'indica amb el seu primer nom (absent en la formulació llatina), després pel seu nom familiar que segueix sent el seu cognom de naixement, fins i tot després del seu matrimoni. En la fórmula onomàstica, el matrònim (cognom matern) unit al patronímic (cognom patern) es generalitza des del segle iv aC, que demostra la consideració de la família d'origen de les dones a la classe aristocràtica etrusca.

### Època hel·lenística
La romanització comença a partir del 340 aC. fins al voltat del període d'August, amb una aculturació que va esborrar el poder polític dels etruscs, i els seus trets culturals van ser assimilats pels romans. Les dones etrusques perden moltes de les seves prerrogatives i adopten l'estatus de les dones romanes, que probablement també van assimilar alguns trets culturals de les dones etrusques i que les van proporcionar una forta influència, com la que exerceix Lívia Drusil·la (58 aC. - 29), l'esposa d'August i en diverses ocasions regent, assessora del seu marit i dona més poderosa al començament de l'Imperi Romà. Diverses dones de la família imperial, incloent Agrippina Menor, també van exercir la seva influència política.

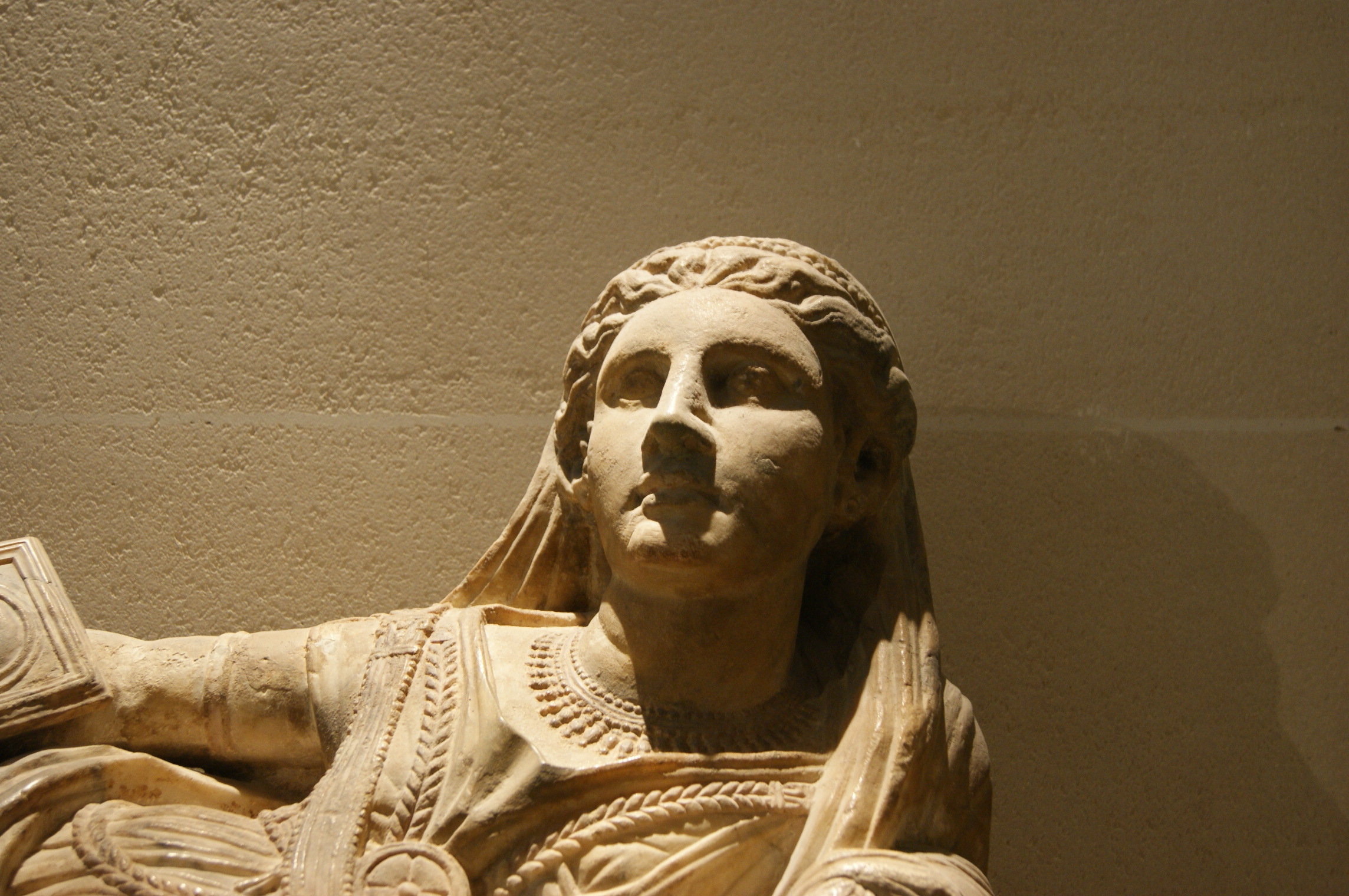
Figura d'alabastre d'una dona jeguda que sosté un estoig de mirall trobada a Voltera, c. segle ii aC. La inscripció de la tapa evoca una dona morta de 25 anys, anomenada Larthi Ceincnei. Museu del Louvre
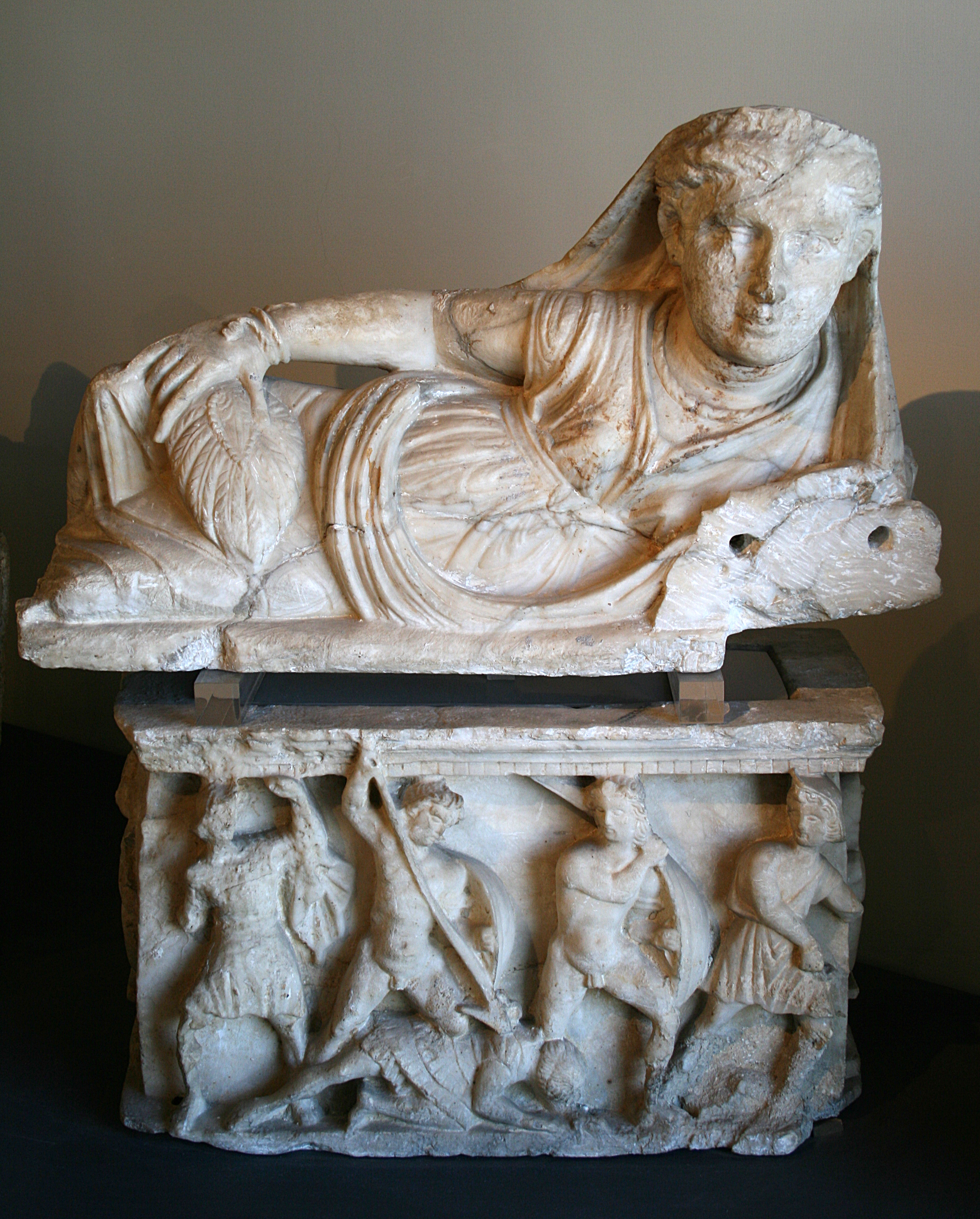
Urna funerària d'alabastre. Grup Anfora Liscia, segle ii aC. Museu del Vaticà

## Les dones i la família
Durant els banquets, les dones jeuen al triclini junt amb els seus marits, que reconeixen la seva posició social equivalent en la gestió del patrimoni familiar i en l'educació dels fills.

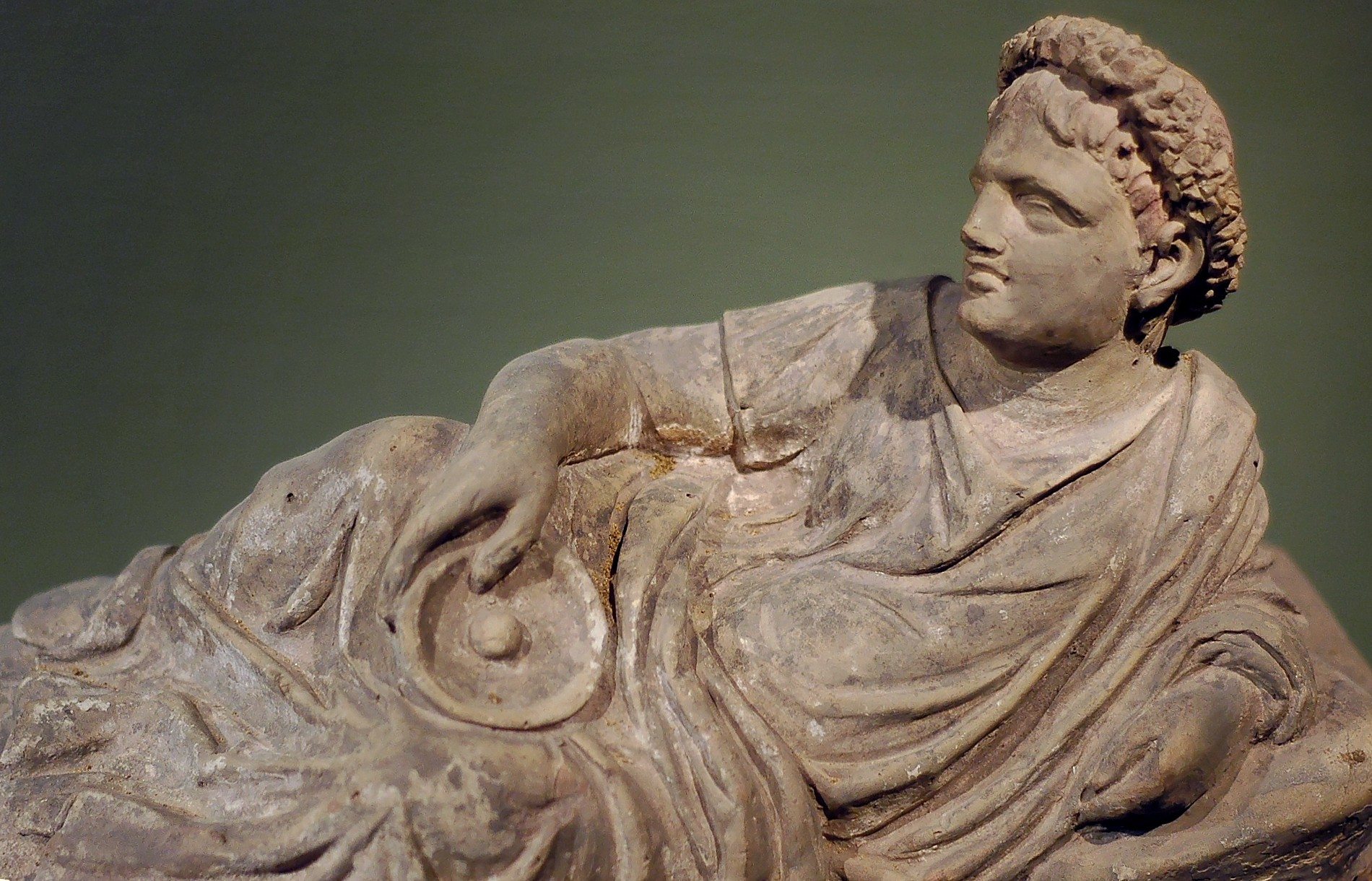
Les etrusques prenien els àpats jegudes en triclinis, una pràctica del banquet grec. Tapa d'un sarcòfag etrusc. Complex museístic Santa Maria della Scala
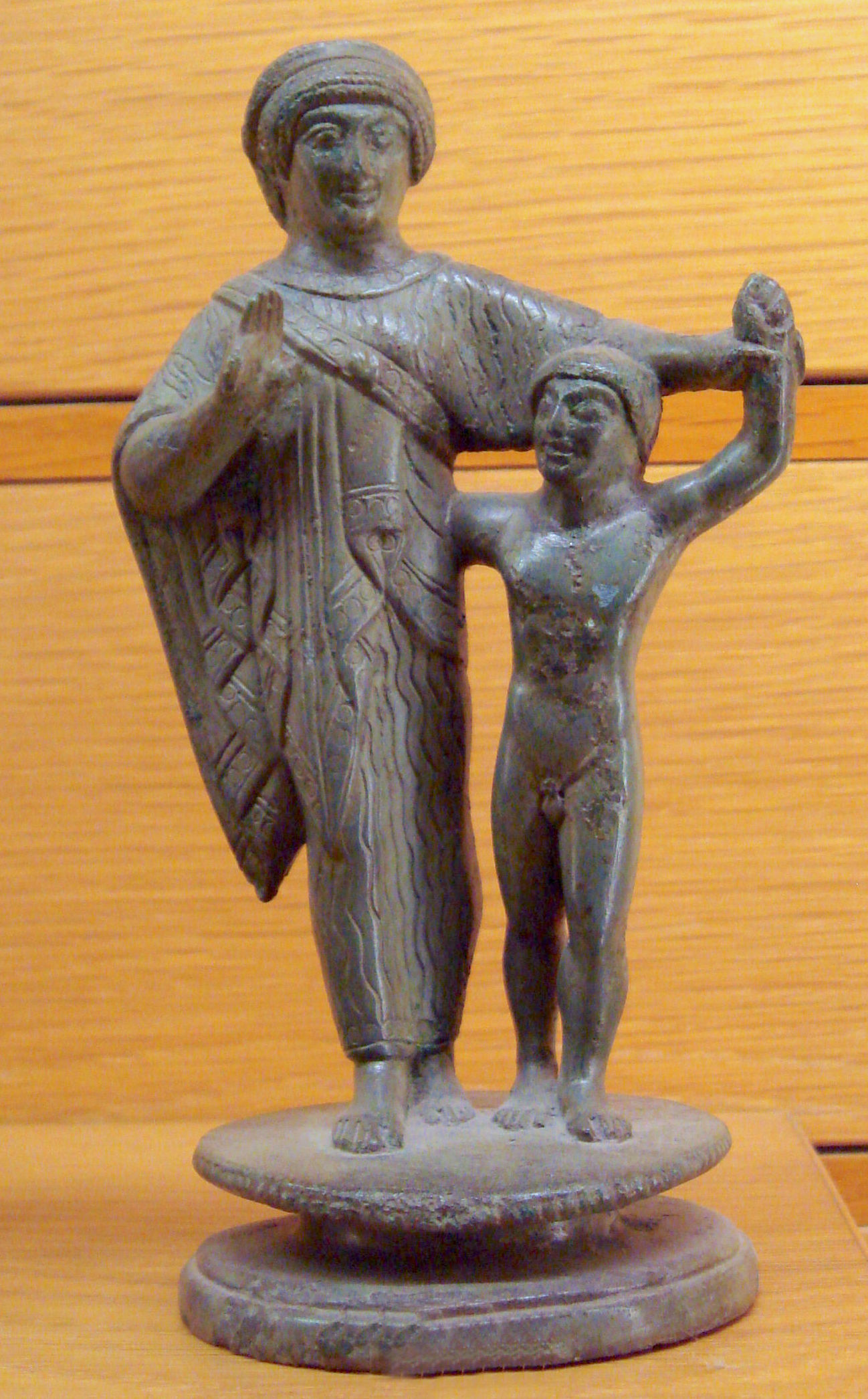
Mare etrusca i el seu fill, c 500-450 aC. Museu del Louvre
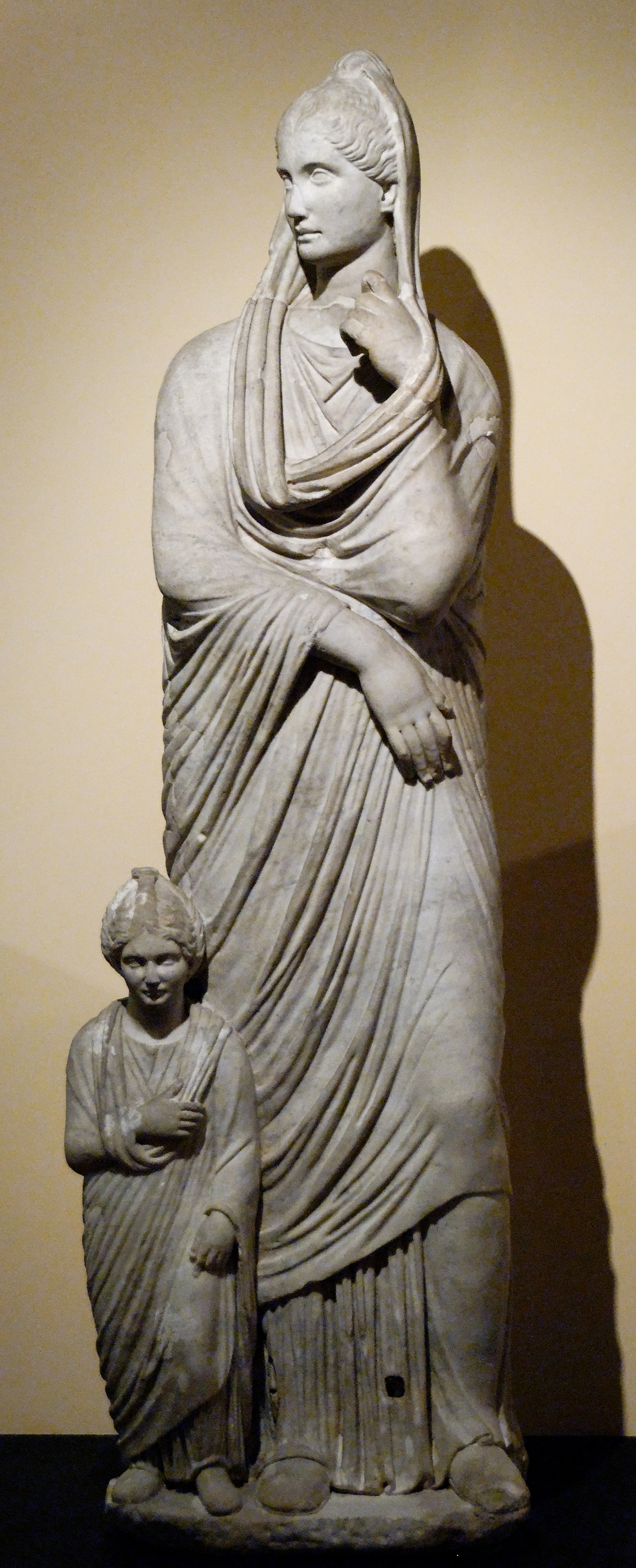
Estàtua de marbre que representa a una dona i a la seva filla, 50-40 aC

Junt amb els pares, les dones donen el seu cognom als seus fills (sobretot entre la classe alta de la societat). Els epigrames funeraris donen prioritat al cognom de la dona. Les dones també s'anomenen amb el nom de la seva gens i amb el seu nom propi, cosa que demostra que es consideren indivídues diferents i independents a la societat i l'afirmació de la seva individualitat dins del seu grup familiar. Els noms propis de les dones gravats freqüentment a la vaixella i als frescos funeraris són: Ati, Culni, Fasti, Larthia, Ramtha, Tanaquille, Veilia, Velia i Velka.
En comparació, en la societat romana, les dones romanes són anomenades amb la forma feminitzada del seu gentilicium (nom de la seva gens); així, totes les dones de la gens Livi (Livius) s'anomenaven Lívia.

## La moda femenina
Segons els frescs i el contingut de les tombes etrusques, les dones portaven joies precioses i anaven maquillades. Sovint anaven vestides amb una túnica sobre la qual es col·locava el quitó, bordada amb petits motius geomètrics com cercles incisos i claudàtors angulars. Les sabates tenen puntes punxegudes i alçades que evoquen els models hitites. Els cabells es troben sota el tutulus, una gorra de forma rodona o cònica decorada amb motius geomètrics, o es troben recollits a la nuca, els seus rínxols cauen sobre les espatlles o en trenes que emmarquen la cara.

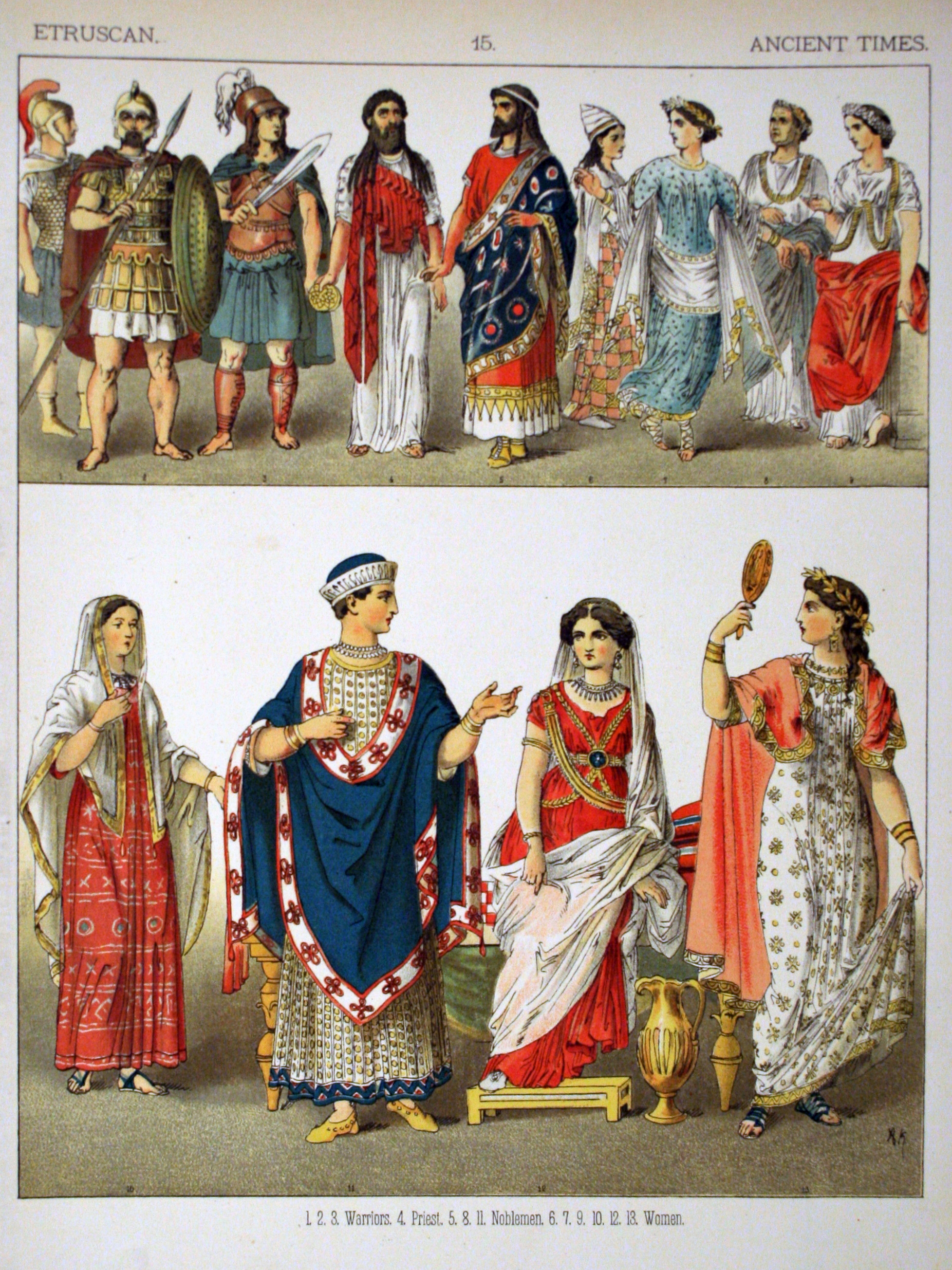
Roba etrusca. Costumes of All Nations, 1882
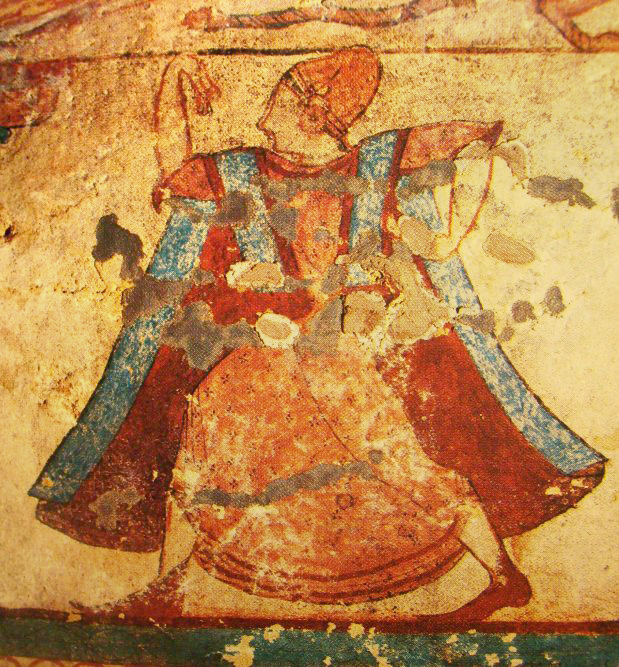
Fresc Ballarina immòbil, vestida amb un quitó i amb un tutulus al cap. Tomba dels Lleons de la necròpoli de Monterozzi
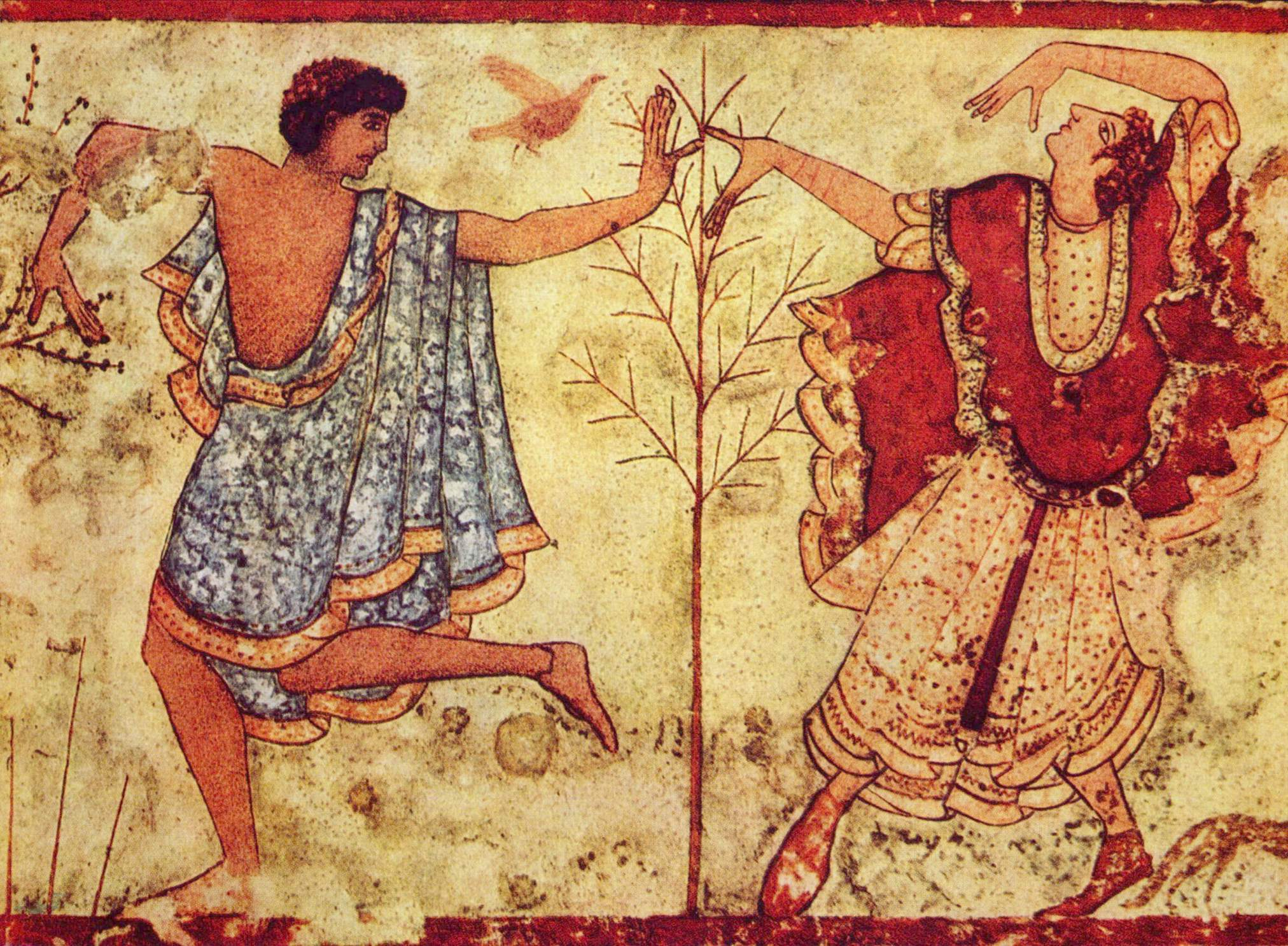
Dona ballant. Tomba del Triclini de la Necròpoli de Monterozzi

## Accessoris per a dones
Les peces arqueològiques que es troben entre els objectes funeraris de les necròpolis i les representacions dels frescos donen una idea força precisa dels diversos accessoris que utilitzava la dona etrusca. L'adorn per a dones consisteix en joies, penjolls fets de fils d'or trenats (adornats amb figuretes, palmetes i flors), collarets, arracades de metalls preciosos, i agulles de cap. La dona etrusca també compta amb articles de tocador variats i refinats: ampolles de vori, alabastre i de vidre, envasos de pomades o per a olis perfumats, instruments de manicura, miralls gravats decorats amb escenes mitològiques (la superfície reflectant és lleugerament corbada i al revers decorat amb patrons incisos), caixes d'emmagatzematge de bronze i decorades amb escenes gravades.

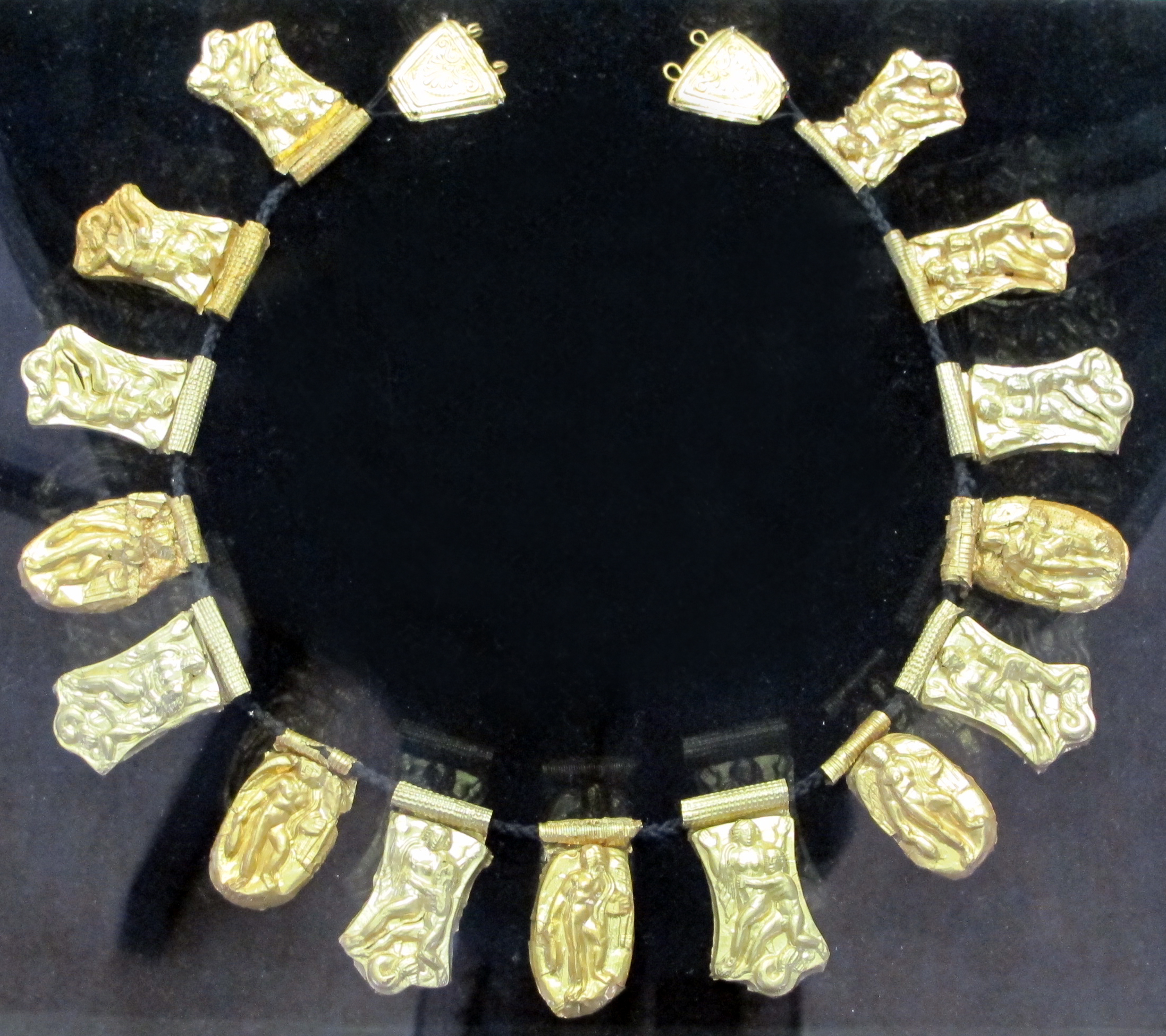
Collaret d'or
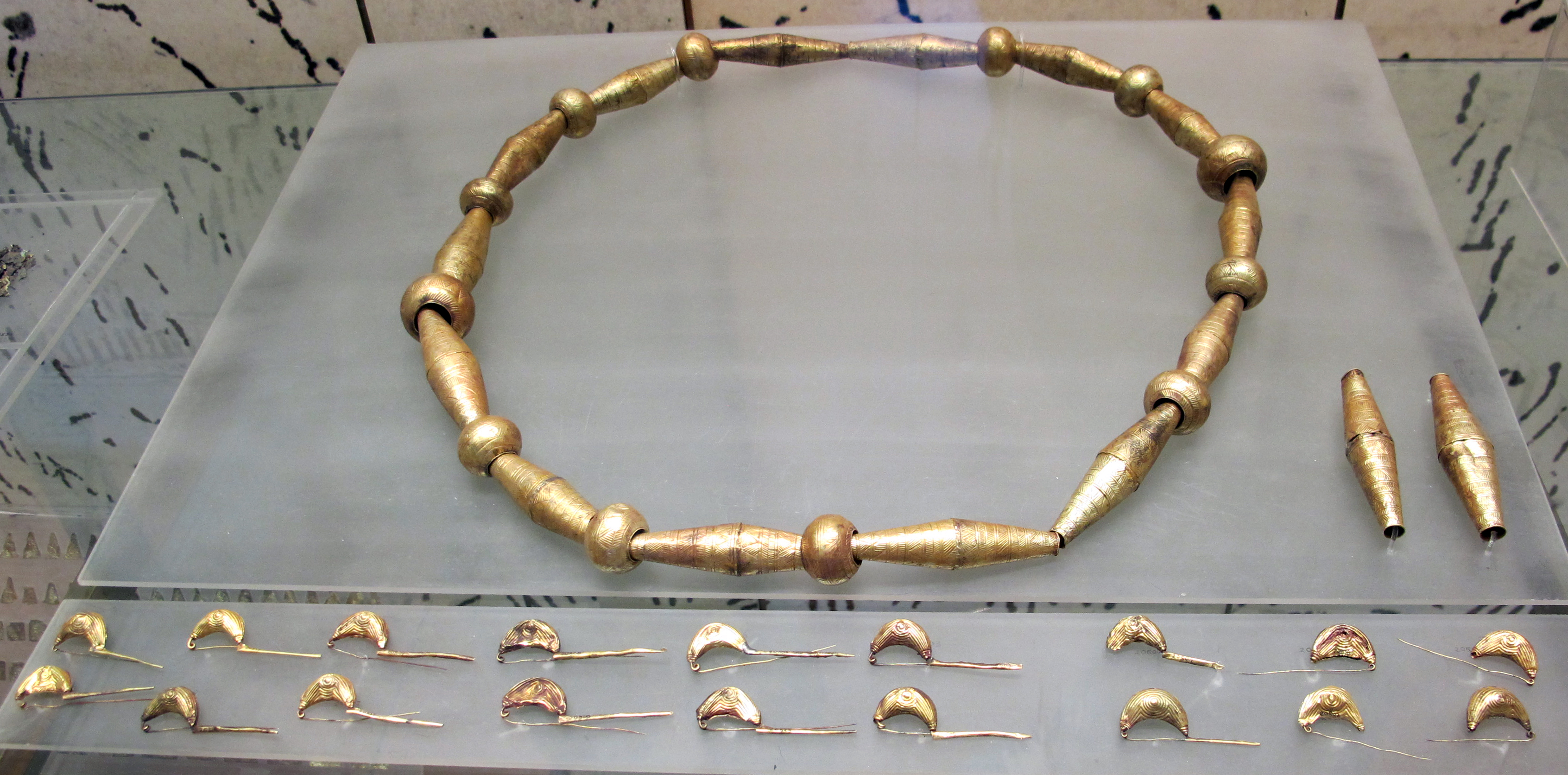
Collaret i fíbules d'or (tomba Regolini-Galassi)
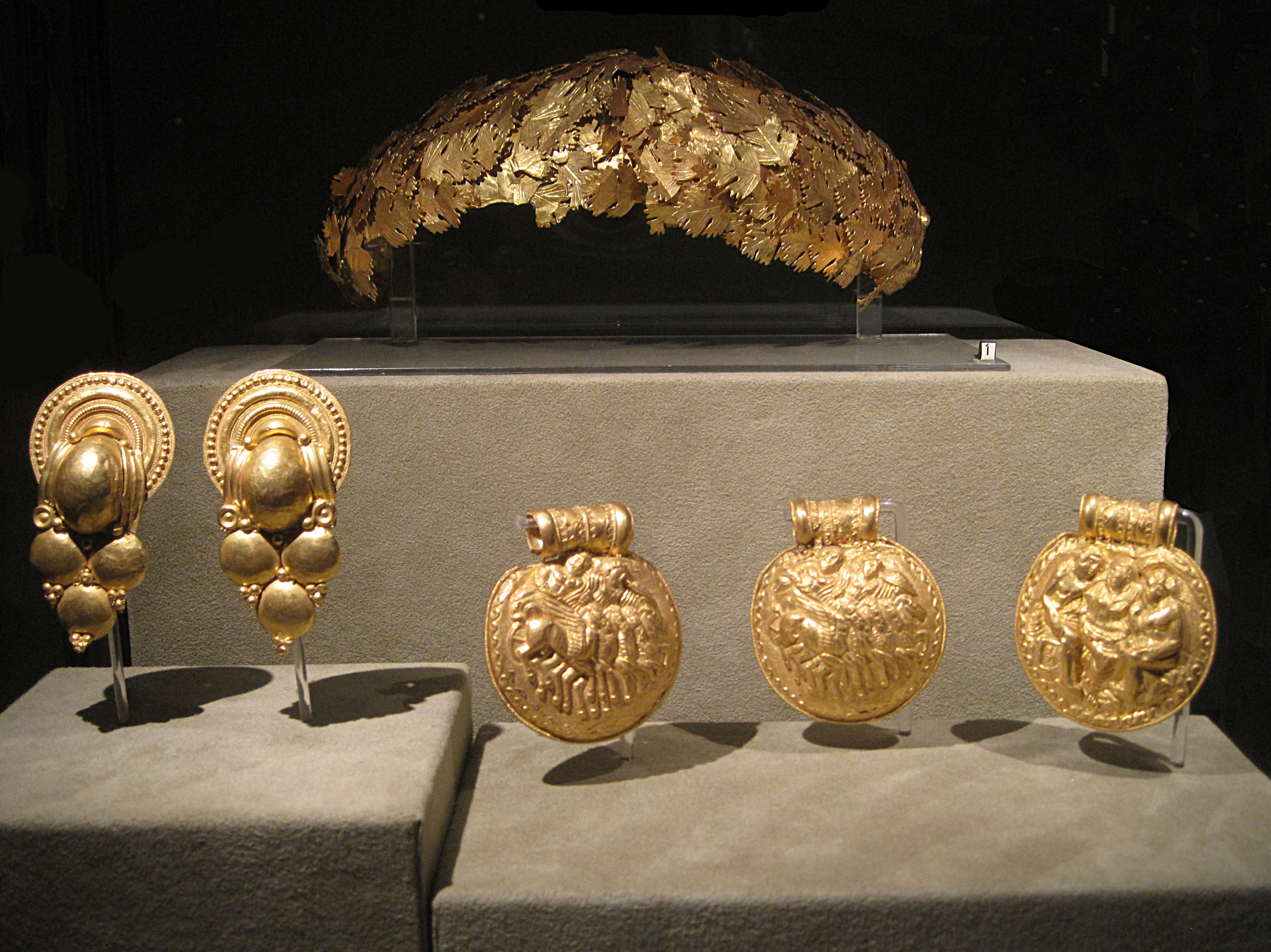
Corona i joies d'or
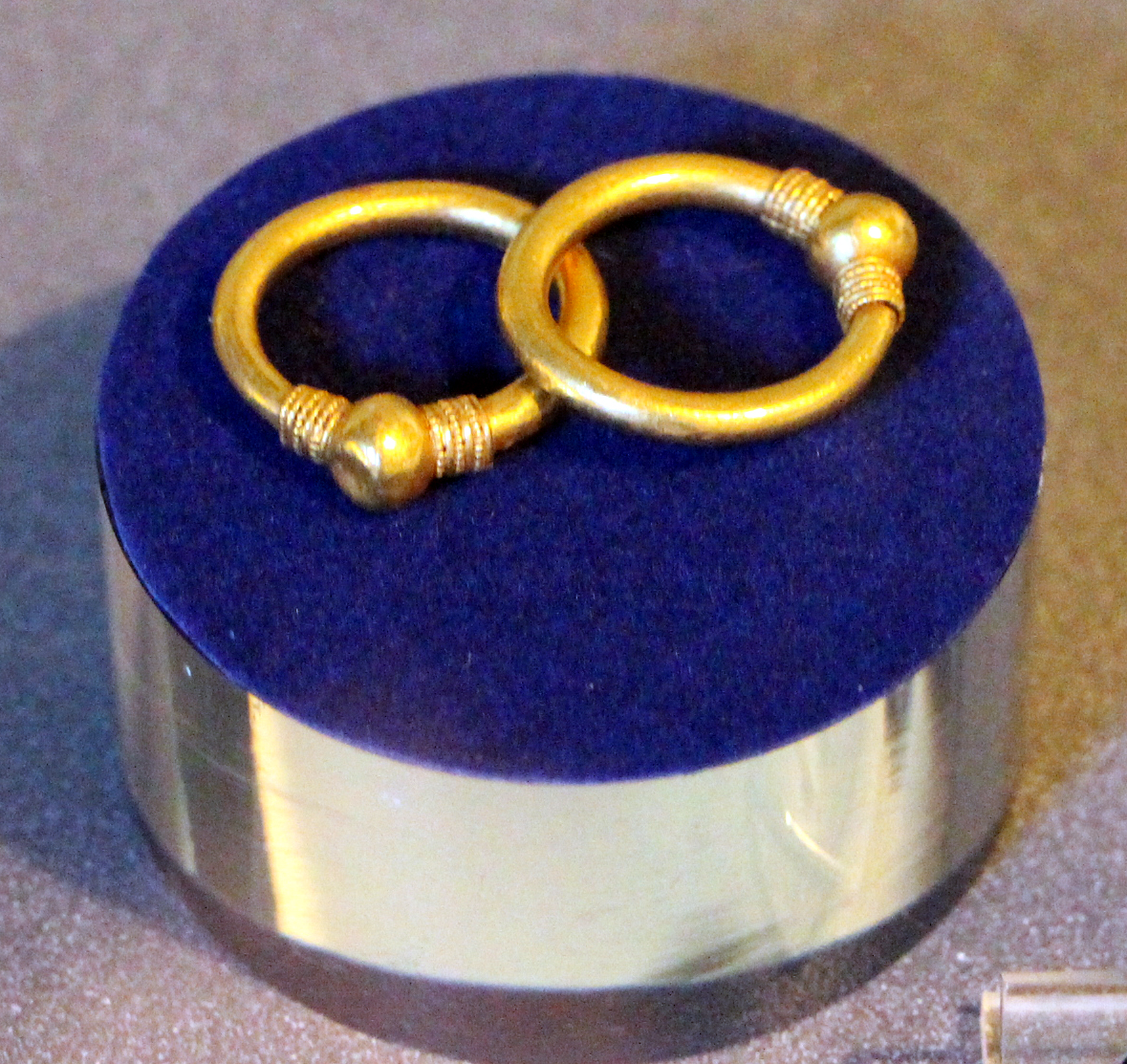
Arracades d'or
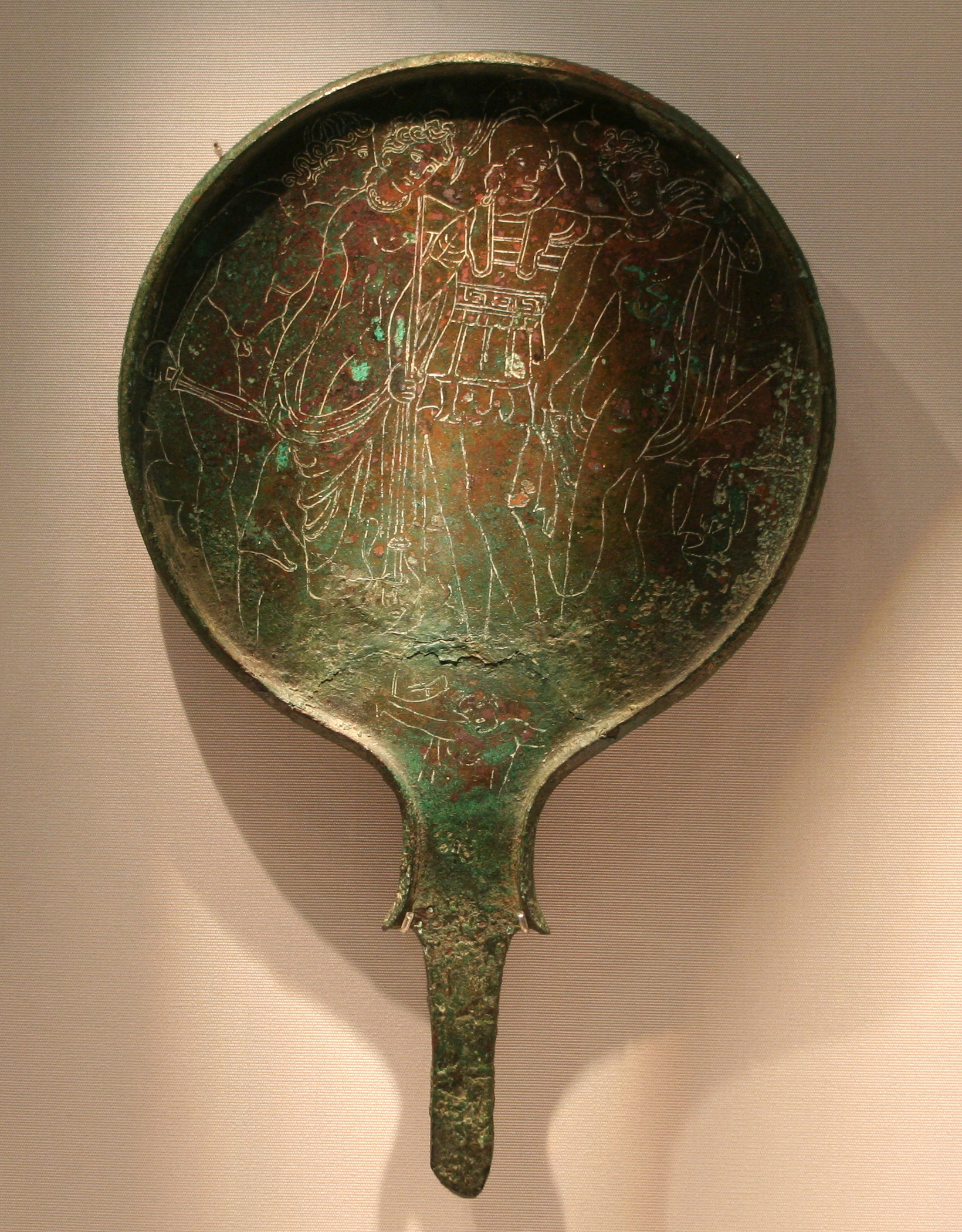
Mirall etrusc

## Les dones etrusques vistes per altres civilitzacions
Els costums de les dones etrusques, segons la informació que tenim, són molt diferents de les dones de l'antiga Grècia, i posteriorment de les dones romanes. Les dones etrusques assisteixen a banquets junt amb els homes, cosa que no és el cas entre els contemporanis grecs, on la democràcia només és masculina. Per tant, els escriptors grecs i romans van descriure una reputació escandalosa per a les dones etrusques. Aquest descrèdit (la truphè etrusca o «sensibilitat etrusca») es refereix més generalment als costums tant dels homes com de les dones.

### Pels grecs
Els costums etruscos del banquet mixt són molt mal vistos pels grecs, on les dones viuen a l'ombra de la casa. De fet, les noies i dones gregues romanen al seu lloc en l'àmbit domèstic (el gineceu) i rarament apareixen en comunitat. Els veïns directes dels etruscs de la Magna Grècia (sud d'Itàlia) coneixen aquesta diferència de costums. Teopomp, historiador grec del segle iv aC (que un autor romà, Corneli Nepot, troba molt calumniant), fa una descripció despectiva d'aquests costums: «les dones gaudeixen lliurement de tots els homes. Pels carrers, passegen amb valentia al costat dels homes i sopen jeient al seu costat. Tenien molta cura del seu cos i de la seva cara, es treuen els pels de la pell amb cera fosa per afavorir la nuesa». Segons Teopomp, «no hi ha vergonya en cometre un acte sexual en públic […] quan estan a una reunió d'amics, això és el que fan: primer, quan han acabat de beure i estan a punt d'anar a dormir i, mentre les torxes encara estan enceses, els servents de vegades porten heteres, de vegades nois bonics i de vegades les seves pròpies dones […] Les dones etrusques fan fills sense saber qui és el pare».

### Pels romans
Les dones romanes són una mica més lliures que les gregues, però l'estatus de les dones etrusques és considerat escandalós pels romans, que no dubten a qualificar el seu comportament de llicenciòs i immoral, comparant-les amb els músics i les prostitutes dels banquets grecs i romans. Titius Livi oposa a la «virtuosa mare romana» a les «dones etrusques jegudes als llits dels banquets».

## Dones etrusques
- Plàucia Urgulanil·la
- Tanaquil
- Ravnthu Thefrinai
- Túl·lia Major
- Túl·lia Minor
- Vèl·lia Spurinna